# Gmina Igołomia-Wawrzeńczyce
Die Gmina Igołomia-Wawrzeńczyce ist eine Landgemeinde im Powiat Krakowski der Woiwodschaft Kleinpolen in Polen. Ihr Sitz ist das Dorf Wawrzeńczyce.

## Gliederung
Zur Landgemeinde (gmina wiejska) Igołomia-Wawrzeńczyce  gehören folgende Dörfer mit einem Schulzenamt (sołectwo):
Dobranowice
Igołomia
Koźlica
Odwiśle
Pobiednik Mały
Pobiednik Wielki
Rudno Górne
Stręgoborzyce
Tropiszów
Wawrzeńczyce mit zwei Schulzenämtern
Wygnanów
Złotniki
Zofipole
Żydów